# Jabez Olssen
Jabez Olssen (* 5. August 1975 in Dunedin) ist ein neuseeländischer Filmeditor.

## Leben
Jabez Olssen fungierte als Schnittassistent bei Der Herr der Ringe: Die Gefährten. 2002 war er als zusätzlicher Editor an der Seite Michael Horton in den Filmschnitt von Die zwei Türme eingebunden. Außerdem war er 2003 Schnittassistent bei Lara Croft: Tomb Raider – Die Wiege des Lebens, 2005 bei King Kong und zuletzt 2011 bei Die Abenteuer von Tim und Struppi – Das Geheimnis der Einhorn.
Als eigenständiger Editor war er 2009 für den Schnitt des Films In meinem Himmel verantwortlich, sowie für die dreiteilige Verfilmung (2012–2014) von J. R. R. Tolkiens Roman Der Hobbit. Für seine Arbeit an The Beatles: Get Back wurde er 2022 mit einem Emmy und dem Eddie der American Cinema Editors ausgezeichnet.

## Filmografie (Auswahl)

### Als Editor
- 2008: Crossing the Line
- 2009: In meinem Himmel (The Lovely Bones)
- 2012: Der Hobbit: Eine unerwartete Reise (The Hobbit: An Unexpected Journey)
- 2013: Der Hobbit: Smaugs Einöde (The Hobbit: The Desolation of Smaug)
- 2014: Der Hobbit: Die Schlacht der Fünf Heere (The Hobbit: The Battle of the Five Armies)
- 2016: Rogue One: A Star Wars Story
- 2018: They Shall Not Grow Old
- 2021: The Beatles: Get Back (Dokumentarfilm)
- 2025: Jurassic World: Die Wiedergeburt (Jurassic World Rebirth)

### Als Schnittassistent
- 2001: Der Herr der Ringe: Die Gefährten (The Lord of the Rings: The Fellowship of the Ring)
- 2002: Die zwei Türme (The Lord of the Rings: The Two Towers)
- 2003: Lara Croft: Tomb Raider – Die Wiege des Lebens (Lara Croft Tomb Raider: The Cradle of Life)
- 2005: King Kong
- 2011: Die Abenteuer von Tim und Struppi – Das Geheimnis der Einhorn (The Adventures of Tintin)